# クリストファー・ダニエル・バーンズ
クリストファー・ダニエル・バーンズ（Christopher Daniel Barnes、1972年11月7日 - ）は、アメリカ合衆国の俳優、声優。
1994年から1998年にかけて製作された、TVアニメ版『スパイダーマン』のスパイダーマン役で知られている。

## 人物
1984年、ジョベス・ウィリアムズとトム・コンティ主演の映画『愛しのレベッカ』で子役としてデビュー。

### ディズニー作品
1989年、16歳にしてディズニー映画『リトル・マーメイド』のエリック王子役を演じ、声優デビュー。
2002年と2007年には『シンデレラ』の続編シリーズでプリンス・チャーミング役を演じた。
エリック王子役は、1992年〜1994年のTVアニメ版ではジェフ・ベネットに、2002年の続編ではロブ・ポールセンに変更されたが、2005年のPlayStation 2作品『キングダム ハーツII』で16年ぶりに復帰。

### 『スパイダーマン』
1994年から製作されたTVアニメ『スパイダーマン』において、タイトルロールのスパイダーマン役の声優を担当。1998年の放送終了まで出演し、自身の代表作となる。
これを機に、2016年現在に至るまで、マーベル製作のゲーム作品やアニメーション作品の常連声優となっている。

### その他
1995年と1996年には、劇場版『ゆかいなブレディー家』で、長男グレッグ役を演じている。
他にはTVドラマを主な活動分野としており、『ブロッサム』や『ビバリーヒルズ高校白書』、『犯罪捜査官ネイビーファイル』といった日本でも人気のTVドラマに頻繁にゲスト出演している。
環境保護団体グリーンピースのスポークスパーソンを務めた時期がある。
2004年に学士、2009年に修士を取得。

## 出演

### 映画
- 愛しのレベッカ （1984年）
- ゆかいなブレディ一家/我が家がイチバン （1995年 - グレッグ・ブレディー役）
- ゆかいなブレディー家/トラブルinハワイ （1996年 - グレッグ・ブレディー役）

### TVドラマ
- ブロッサム （1992年 - 第50話『親友への助言』テリー役、第52話『イエスとノーの間』ファーンスワース役）
- ウイングス （1995年 - グレッグ・ブレディー役（カメオ出演））
- ビバリーヒルズ高校白書 （1998年、シーズン8〜9 - 第145話『浮気の代償』等レニー役）
- 犯罪捜査官ネイビーファイル （2000年、第8シーズン - Lt. アンディ・キングスレー役）

## 声の出演

### TVアニメ
- スパイダーマン （1994年 - 1998年 - 主演・スパイダーマン役）
- キャプテン・プラネット （2000年）
- ジャッキー・チェン・アドベンチャー (2001年 - タガート・マックストーン役)
- アルティメット・スパイダーマン （2013年〜2016年現在放送中 - スパイダー・ナイト役、エレクトロ役）

### 劇場用アニメ
- リトル・マーメイド （1989年 - エリック王子役）

### OVA
- シンデレラII （2002年 - プリンス・チャーミング役）
- シンデレラIII 戻された時計の針 （2007年 - プリンス・チャーミング役）

### ゲーム
- キングダム ハーツII （2005年 - エリック王子役）
- キングダム ハーツII ファイナル ミックス+ （2007年 - エリック王子役）
- Spider-Man: Shattered Dimensions　(2010年 - スパイダーマン・ノワール役)
- Spider-Man: Edge of Time　(2011年 - スパイダーマン2099役)
- Marvel Heroes　(2013年 - シンビオート・スパイダーマン役、スーペリア・スパイダーマン役)
- Spider-Man Unlimited　(2014年 - エレクトロ役)